# سری الرفاء
سَری الرَفّاء (؟ -۹۷۳) شاعر، کاتب و نسخه‌نویس موصلی بود. فنون شعری‌اش، مدح، رثا، هجا، غزل، خمریات و اوصاف بود. به نسخه‌نویسی از کتاب‌ها (به عربی:الوِراقة) و دوزندگی می‌پرداخت، از این رو به وَرّاق شناخته و به الرَفّاء نام‌بخشیده شد.

## زندگی
سال میلادش معلوم نیست. در کودکی پدرش او را نزد دوزندگان در بازار پارچه‌فروشان بغداد گمارد تا فن دوزندگی بیاموزد؛ اما سری خود به شعرگویی گرایش داشت. هنگامی در شعر چیره شد، رفو را رها کرد و به نسخه‌نویسی (الوِراقة) پرداخت. اما درآمدش از این راه گسترش نیافت.
رقابتش با برادران خالدی در شعر، از آنجا که هر سه در موصل بودند، آغاز شد و در بغداد نیز ادامه داشت. در حلب، نزد حمدانیان رقابتشان شدت گرفت و به دشمنی و کینه‌توزی انجامید. گویند سبب آن، فقر سری و حسادتش بود، چرا که خالدی‌ها نزد امیران و بزرگان بس‌گرامی بودند. آنگاه که سیف الدوله در ۳۵۶ درگذشت، سری از حلب به بغداد بازگشت. سرشناسانی که پیشتر می‌شناخت، درگذشته بودند. او برخی بزرگان و اشراف را مدح کرد و در سال ۳۶۲ درگذشت. (معجم الأدبا ۱۱: ۱۸۵)

## آثار
پیشه‌وری سری به نسخه‌نویسی، نوشتن را برایش آسان کرده بود، یاقوت حموی دو اثر او را «المُحِب و المحبوب» و «المشموم و المشروب» را ذکر کرده‌است. دیوان اشعار سری، به‌دست خودش گرد آمد.